# Milla biflora
Milla biflora är en sparrisväxtart som beskrevs av Antonio José Cavanilles. Milla biflora ingår i släktet Milla och familjen sparrisväxter. Inga underarter finns listade i Catalogue of Life.